# 撫養町斎田
撫養町斎田（むやちょうさいた）は、徳島県鳴門市の大字。郵便番号は772-0002。

## 地理
鳴門市の東部、讃岐山脈東麓に位置し、撫養川に面する。南北2つの区域からなる。北側の区域は、北を撫養町林崎に接し、東を撫養町小桑島・撫養町南浜に接し、南を撫養町南浜に接する。南側の区域は、字東発・字西発にあたり北から東を撫養町南浜に接し、西から南を新池川に接し、
北側の区域の東半は撫養町南浜と共に鳴門市の中心的な商業地で、大道銀天街・本町商店街が走り、その北には谷通り商店街が整備されている。谷通りでは、例年8月9日から11日の3日間、鳴門市阿波おどりの演舞場が開設される。北側の区域の西半は大池などの湖沼が点在する。南側の区域はおよそ商業地・住宅地であり、国道28号が通っている。
一帯で産出される食塩は斎田塩として知られ、江戸時代初期の普請にかかるものである。また、市天然記念物オニバスの群生地として知られる。

### 地形
- 山岳：棒杭山
- 湖沼：大池

### 小字
| - 岩崎 - 大池 - 大堤 - 北浜 - 塚穴 - 西発 - 浜端北 | - 浜端西 - 浜端南 - 東発 - 見白 |  |

## 歴史
江戸期から明治22年にかけては板東郡および板野郡の村であった。寛文4年（1664年）より板野郡に属した。1889年（明治22年）、町村制施行により板野郡撫養町の大字となった。1947年（昭和22年）3月には鳴南市、5月より鳴門市の大字となる。

### 地名の由来
地名について『板野郡誌』は、「慶長四年塩田をひらき財田と名く、殖産の意義を表す、又、済田とも書せり」とあるが、すでに鎌倉時代には「佐伊田」との記録が残されている。

## 世帯数と人口
2022年（令和4年）7月31日現在の世帯数と人口は以下の通りである。
| 町丁       | 世帯数    | 人口    |
| ---------- | --------- | ------- |
| 撫養町斎田 | 1,492世帯 | 3,116人 |

## 小・中学校の学区
市立小・中学校に通う場合、学区は以下の通りとなる。
| 番地 | 小学校             | 中学校             |
| ---- | ------------------ | ------------------ |
| 全域 | 鳴門市立黒崎小学校 | 鳴門市立撫養小学校 |

## 交通

### バス
徳島バス
- 郵便局前

### 道路
- 神戸淡路鳴門自動車道 - 出入口は置かれていない。
- 国道28号（淡路街道）

## 施設
- 徳島県立鳴門高等学校
- 健康保険鳴門看護専門学校
- 鳴門ドレメファッションビジネス専門学校
- 鳴門郵便局
- うずしおふれあい公園
- 鳴門市総合運動場（鳴門市営球場）
- 岩崎神社
- 正興寺 - 四国三十三観音霊場1番札所
- 法泉寺 - 阿波北方二十四輩霊場22番札所
- 西福寺 - 阿波北方二十四輩霊場23番札所
- 大道銀天街

### かつて存在した施設
- 成徳高等学校